# だーりんず
だーりんずは、ソニー・ミュージックアーティスツ（SMA NEET Project）に所属する日本のお笑いコンビ。事務所の劇場であるびーちぶ（Beach V）を中心に活動中。キングオブコント2016・2018ファイナリスト。第1回G-1グランプリ ファイナリスト。

## メンバー

### 小田 祐一郎
（おだ ゆういちろう、1977年3月13日（48歳） - ）ボケ担当、立ち位置は向かって右。
- 鹿児島県出身、鹿児島県立鹿児島南高等学校卒業、鹿児島経済大学卒業[2]。身長174cm、体重71kg。血液型A型。足のサイズ27cm。
- 趣味は銭湯巡り。特技はコンパあるあるが50個言えること[3]と、人のいいところを見つけること[4]。
- NSC東京校5期出身[5]。現在のコンビ以前は同期である渡辺隆（現・錦鯉）とのコンビ「桜前線」などで活動、合計4回解散を経験している[注 1][1]。
- 18歳まで親の言いつけによってバラエティ番組を見せてもらえず、『ウッチャンナンチャンのオールナイトニッポン』（ニッポン放送）でお笑いに目覚めた[6]。
- 男くさい性格で、長渕剛をこよなく愛する。硬質な中高音の美声を活かし、「小田渕剛」というキャラでR-1ぐらんぷりへ出場した[7]。
- 顔の彫りが深く、相方と共に端正な顔立ちを持つもののガサツで不潔な面[注 2]がある。特に足の臭さには定評があり、足の指や靴下などが罰ゲームで重宝される[9]。ただし、顔に関しては仲良くしている先輩の伊集院光からは「相当な悪人面」とイジられ、『勇者ああああ』（テレビ東京）にザコシ軍団として出演した際は対戦相手のリーダーであるハチミツ二郎（東京ダイナマイト）から「ボキャ天世代の芸人の顔のパーツを一人一人組み合わせたらそういう顔になる」と例えられた。
- 同じ事務所内の小峠英二（バイきんぐ）と仲が良い[10]。
- 2021年9月27日、かねてより交際していた一般女性との結婚を公表した[11]。

### 松本りんす
（まつもと りんす、1977年11月10日（47歳） - ） ツッコミ担当、立ち位置は向かって左。
- 本名、松本 直樹（まつもとなおき）。兵庫県西脇市出身、兵庫県立西脇工業高等学校・高山短期大学卒業。NSC名古屋校8期出身[12]。身長173cm、体重90kg、足のサイズ27cm。血液型A型。
- 趣味はパチンコ、スロット、競馬、麻雀、スポーツ観戦[3]。
- NSC名古屋校8期出身。現在のコンビ以前はキャプテン渡辺・ジャック豆山とのトリオ「キラッキラーズ」などで活動、合計6回解散を経験している[注 3][1]。
- 昭和の男前風の端正な顔立ちをしている一方で、ハゲに悩まされている。木星や傷口に例えられるなど格好のイジりの標的となっているが、自らもハゲを活かすべく「かつらカミングアウト芸人」を名乗り、ピン芸にも活躍の場を広げている[注 4]。
- ふりかけ式増毛・カツラ・植毛などありとあらゆる増毛を体験した増毛のスペシャリストであり、2015年11月には伊集院光からアデランスのかつらをプレゼントされた[13]。その後『真夜中のおバカ騒ぎ!』（千葉テレビ・TOKYO MX）内の「第2回 植毛芸人コンテスト」で優勝、2017年3月から植毛を体験[14]したもののこれといって成果が得られず、2018年4月頃からはハリウッドザコシショウにプレゼントされたカツラを装着している。使用中のカツラは「西新宿（ガード下）」の臭いがするとされる。
- 昭和の男前風の端正な顔立ちを活かした、「お笑い界の川﨑麻世こと、松本りんすです」という挨拶について「鉄板無笑」だとザコシから酷評され[15]、2021年までに半ば封印した。入れ替える形でザコシ発案の「松本りんすで、シューッ!!!!!」[注 5]という挨拶を新たに取り入れた。しばらくして自身のYouTubeチャンネルにアップしたネタに対し、2021年5月20日に川﨑本人から「おもしろい」とのツイートを受けて感激していた。
- 口癖に「ええやんええやん」「あかんやんあかんやん」「今日（仕事の）打ち上げあんの?」などがあり、松本の生活苦を表す造語に第三のビールと偽柿（大手メーカー製ではない柿ピー）を併せた「第三偽柿」がある[注 6]。ザコシが松本をイジる際に「人魚のポーズ[注 7]で第三偽柿を喰らいくさる」のように用いられる[注 8]。また競馬などで臨時収入を得た際には、「第一本柿（ビールと亀田製菓製の柿ピー）」を購入する場合がある[17]。
- ザコシのYouTubeチャンネルにて、松本の冠番組という名目で「松本りんすのユーシューブ〜」という連続企画が行われている[18]他、松本のツイートやPococha配信[注 9]についてもザコシは日々批評を行なっている。しかし松本は特に義理堅い性格という訳ではないため、意図せずしてザコシに無礼を働き「不義理」「体たらく」「恩義ゼロ」「横柄」などとイジられることがある[17]。
- ザコシが松本の自宅へ行った際、夕食を取ろうとなってどこか外食に行くと思いきや、近所のスーパーで先輩であるザコシに魚肉ソーセージを買わせた挙句、「これがうまいんすよ」と言いながら魚肉ソーセージをガサツに切り、まな板に包丁を添えた状態のままザコシの元へ配膳した（「まな板切りっぱなし魚肉ソー」）
- 酒癖が非常に悪く、泥酔すると態度が大きくなる。過去には飲みの席で泥酔した松本から先輩であるザコシに対して、「マニアックなことやっとったなあ。この一年どうやって売れていくん?」「お! お前、俺に奢れて嬉しそうやなあ!」などといった失礼な発言が飛び出した他、ザコシの奢りで居酒屋へ行った際に松本は早々に酒や料理を平らげ、ザコシがまだ食事中にも拘らず自分が完食したタイミングで勝手にお勘定を呼んだこともある。ザコシはこれらのエピソードを用いて頻繁に松本をイジっている。飲みの席とは関係なく松本の「セコさ、卑しさ、浅ましさ」はザコシに高く評価されており、松本もこの路線でのファン獲得に努めている[19]。
- 2020年12月にゆーびーむ☆との交際を開始した[20]。夜間に彼女の5m後ろを歩いていたところ、通行人に不審者と誤解された[21]。
- 2023年2月14日、バラエティ番組「ぽかぽか」にてゆーびーむ☆からサプライズで公開逆プロポーズを受け、相方と自身の母親が見守る中、ふたりの結婚が決まった[22][23]。もともと春には自分からプロポーズするつもりだったと発言している。同年6月2日、ゆーびーむ☆と入籍[24]。
- ザコシや後輩芸人と共に出演した番組でカツラを取り会場の笑いを誘った松本は、その夜の打ち上げにて例のごとく泥酔し、後輩芸人らに「お前らいってへんな！俺はいったんやでー！」と言い放つ。しかし実際はザコシに軽くイジられただけであり、松本が自発的に笑いを誘ったわけではなかった[25]。またこの発言以降も松本が芸人として売れていない状態が続いている為、ザコシからは「いってんの？」と執拗にイジられている[26][27]。
- 坊主の経営するバーでアルバイトを行った松本は、限定メニューである20人前のチャーハンを完売させたことをXでポストする。それを見たザコシは「お笑いよりもチャーハンを作ることで生き甲斐を感じている」「何故お笑いのアカウントで呟いてしまえるのか」等とダメ出しし、松本にチャーハン専用アカウントなるものを開設するよう進言[28]。当初は渋っていた松本だが、後に「松本りんすのチャーハン20人前完売ええやんアカウント」と称したアカウントを作成した[29]。

## 概要
- 2人はアルバイト先が同じ（駅前の駐輪場の機械のメンテナンスの仕事）で、これをきっかけとしてコンビ結成に至る[1]。2011年8月に『おだとりんす』結成、後に現在のものへ改名（命名はハリウッドザコシショウ[注 10]）。
- 不定期でトークライブ「びーちぶじゅーじ」を開催。その他にも新ネタライブなど精力的に活動。

## 芸風
主にコントで、日常的なシチュエーションをドラマチックに変えるスタイルが特徴。ボケとツッコミというより「悪意のない加害者（小田）と被害者（松本）」というスタンスで設定を作るという。予期せず急に小田がボケを飛ばし、それに松本が真剣にツッコむ掛け合いも見せている。松本のカツラを用いたコントも増えている。

## 賞レース戦歴

### キングオブコント
| 年     | 戦歴                            | 備考                                                                           |
| ------ | ------------------------------- | ------------------------------------------------------------------------------ |
| 2012年 | 1回戦敗退                       |                                                                                |
| 2013年 | 2回戦進出                       |                                                                                |
| 2014年 | 準決勝進出                      |                                                                                |
| 2015年 | 準決勝進出                      |                                                                                |
| 2016年 | 決勝8位                         | 決勝キャッチコピー「駐輪場のおじさんがスターへ！」 出番順7番目                 |
| 2017年 | 準決勝進出                      |                                                                                |
| 2018年 | 決勝8位                         | 出番順5番目                                                                    |
| 2019年 | 準々決勝敗退 （ワンデイシュー） | キングオブコントの決勝進出経験者の「スーパーシード」規定により、準々決勝が初戦 |
| 2020年 | 準々決勝敗退 （ワンデイシュー） | キングオブコントの決勝進出経験者の「スーパーシード」規定により、準々決勝が初戦 |
| 2021年 | 準々決勝敗退 （ワンデイシュー） | キングオブコントの決勝進出経験者の「スーパーシード」規定により、準々決勝が初戦 |
| 2022年 | 準々決勝敗退 （ワンデイシュー） | キングオブコントの決勝進出経験者の「スーパーシード」規定により、準々決勝が初戦 |
| 2023年 | 準々決勝敗退 （ワンデイシュー） | キングオブコントの決勝進出経験者の「スーパーシード」規定により、準々決勝が初戦 |
| 2024年 | 準々決勝敗退 （ワンデイシュー） | キングオブコントの決勝進出経験者の「スーパーシード」規定により、準々決勝が初戦 |
| 2025年 | 準々決勝敗退 （ワンデイシュー） | キングオブコントの決勝進出経験者の「スーパーシード」規定により、準々決勝が初戦 |

先輩のハリウッドザコシショウは度重なる初戦敗退を「ワンデイシュー」となじり、奮起を促している。

### その他戦歴
- SMAホープ大賞（2014年・2016年・2022年）優勝[39]
- NHK新人お笑い大賞（2016年）決勝進出[40]
- R-1ぐらんぷり（2019年）決勝3位[41] ー 松本のみ。
- G-1グランプリ2022 決勝3位
- M-1グランプリ2023 2回戦進出
- M-1グランプリ2024 2回戦進出

## 出演

### テレビ

#### ネタ番組
- お笑いハーベスト大賞（BS日テレ、2015年8月1日・8月2日）
- 前略、西東さん（中京テレビ、2015年11月28日、2016年10月29日、2019年１月26日・10月9日）
- エンタの神様（日本テレビ、2016年10月1日、2018年12月22日、2019年8月12日、2020年4月1日・8月10日・12月30日、2021年8月9日、2025年4月9日）
- キングオブコント（TBS、2016年10月2日、2018年9月22日）
- 超ハマる!爆笑キャラパレード（フジテレビ、2016年10月22日）
- NHK新人お笑い大賞 本選（NHK総合テレビジョン、2016年10月23日）
- お笑い演芸館（BS朝日、2017年3月18日・6月11日）
- バナナマンの爆笑ドラゴン 第5回・春の陣（NHK総合テレビ、2017年3月31日）
- お笑いトレンディ夜会（BS朝日、2017年7月25日）
- エンタの神様&有吉の壁｢年末は爆笑パーティーで盛り上がろう!SP（日本テレビ、2017年12月29日）
- お願い!ランキング（テレビ朝日、2018年5月8日・5月30日）
- にちようチャップリン（テレビ東京、2018年5月13日）
- お笑い演芸館+（BS朝日、2018年11月15日、2019年5月9日・7月18日・8月15日、2021年3月11日）
- R-1ぐらんぷり（関西テレビ、フジテレビ、2019年3月10日）（松本のみ）
- ネタパレ（フジテレビ、2019年4月19日）（松本のみ）
- 笑点特大号（BS日テレ、2019年4月25日）（松本のみ）
- ザ・ベストワン（TBS、2021年12月24日）
- 賞金奪い合いネタバトル ソウドリ〜SOUDORI〜（TBS、2022年3月15日・29日）
- ぴったり にちようチャップリン（テレビ東京、2022年8月6日・8月13日、2024年11月16日(松本のみ)）
- お笑いプレイリスト（日本テレビ、2023年3月5日）
- SMAトライアウトライブ(笑)#5（千葉テレビ、2025年3月29日）

#### バラエティ番組
- 真夜中のおバカ騒ぎ!（TOKYO MX、 2017年 - 2018年）
- ザコシ倶楽部（スカイA、2023年11月27日 - 2024年3月25日）（松本レギュラー、小田は3月4日・3月11日・3月25日に出演）

- 小峠英二のなんて美だ!（TOKYO MX、2022年3月29日 - ）[42]

- ハッピーMusic（日本テレビ、2012年11月3日）
- 芸人報道（日本テレビ、2012年12月11日）
- 指原カイワイズ（フジテレビ、2015年10月14日、2016年4月28日）
- 内村てらす（日本テレビ、2016年11月18日・11月25日・12月1日）
- 白黒アンジャッシュ（チバテレ、2016年12月13日）
- モノクラ～ベ（BSスカパー!、2017年2月26日・7月2日・7月30日・10月29日・11月5日・11月19日、2018年4月8日・10月21日）
- ピエール瀧のしょんないTV（静岡朝日テレビ、2017年3月3日、2018年4月20日・4月27日）
- ガリゲル（読売テレビ、2017年9月2日） - 「うちの子よろしくお願いします」に出演。
- オールスター後夜祭（TBS、2018年4月1日・10月7日[43]、2019年4月7日[44]）
- 勇者ああああ（テレビ東京、2018年11月6日・11月13日、2019年8月22日、2020年3月12日・8月6日（松本のみ））
- スマートフォンデュ（テレビ朝日、2018年12月20日）
- ビートたけし独立してマージン分ギャラ下げるからあと2回ヤラせてTV（TBS、2018年12月27日）
- いよいよR－1ぐらんぷり2019 ファイナリストを鑑定！最強の大開運SP（フジテレビ、2019年3月10日）（松本のみ）
- 全力!脱力タイムズ（フジテレビ、2019年4月19日(松本のみ)、2021年6月4日、2023年3月17日(小田のみ)）
- おかべろ（関西テレビ、2019年4月20日）（松本のみ）
- ウチのガヤがすみません!（日本テレビ、2019年5月7日）
- 激!今夜もドル箱（テレビ東京、2019年5月28日）
- 関ジャニ∞のジャニ勉（関西テレビ、2019年5月29日）（松本のみ）
- ビートたけしの公開!お笑いオーディション（TBS、2019年12月28日）
- 笑神様は突然に…2020年初笑いSP（日本テレビ、2020年1月1日）（松本のみ）
- アメトーーク! 「40歳過ぎてバイトやめられない芸人」「元々コンビ組んでた芸人」（テレビ朝日、2021年1月21日、2022年5月12日）（小田のみ）
- やすとものいたって真剣です（ABC朝日放送、2021年1月21日）（松本のみ）
- ファストライク!（ABC朝日放送、2021年3月18日）（松本のみ）
- 直撃!シンソウ坂上SP（フジテレビ、2021年3月25日）
- アメトーーク! お笑い事務所「ソニー芸人」 （テレビ朝日、2021年5月20日）
- 水曜日のダウンタウン（TBS、2021年6月30日・10月13日、2022年5月18日）（小田のみ） - 「SONY芸人 SONY製品持ってないとは言わせない説」「説教中に長渕の歌詞 自然に盛り込むこと可能説」「ブチギレてるやつ存在しない言葉使ってもバレない説の逆ドッキリ」
- ジャムトマ!真王伝説（テレビ埼玉、2021年12月4日・12月11日）（松本のみ）
- ロンドンハーツ 俺はアイツの何番目？仲良し芸人ウラ取りGP（テレビ朝日、2022年3月1日）（小田のみ）
- 相席食堂 錦鯉・渡辺隆の旅!（ABC朝日放送、2022年3月1日）（小田のみ）
- 中居正広の金曜日のスマイルたちへ（TBS、2022年5月6日・5月20日）
- 出没!アド街ック天国（テレビ東京、2022年7月16日）
- 旅番組まかせちゃいます!（長崎放送、2022年8月9日）
- 芸能人ハローワーク ウチの後輩、大丈夫ですか?（テレビ朝日、2022年10月17日）
- ミクチャTV「芸人#0」あざ丸パーティーナイトプール（チバテレ、2022年10月17日・10月24日）（松本のみ）
- ミクチャTV「芸人#0」だーりんずのにっこり笑って30分（チバテレ、2022年12月19日・12月26日、2023年1月9日・1月16日）
- 笑神様は突然に…2023元日4時間SP（日本テレビ、2023年1月1日）（松本のみ）
- 芸人シンパイニュース M1決勝[秘]ウラ側密着SP（テレビ朝日、2023年1月2日）
- スッキリ（日本テレビ、2023年1月4日） - 「クイズッス」
- バイきんぐ小峠の「小峠地蔵旅」（テレビ東京、2023年1月10日・1月17日・5月1日、2024年4月15日・4月22日、2025年1月11日）（小田のみ）
- ぽかぽか（フジテレビ、2023年2月14日・2月28日(松本のみ)・3月21日・6月6日）
- 所さん!事件ですよ（NHK、2023年5月25日）（松本のみ）
- マツコ会議（日本テレビ、2023年7月1日）
- ヒューマングルメンタリー オモウマい店（日本テレビ、2023年7月11日）（小田のみ）※中京テレビ制作
- 超懐古心理遊戯 チャイルドプレイ（読売テレビ、2023年10月13日・10月20日・10月27日・11月3日・11月10日・11月17日）（松本のみ）
- 新婚さんいらっしゃい!（ABC朝日放送、2023年11月26日）（松本のみ）
- ひらけ!パンドラの箱 アンタッチャブるTV（関西テレビ、2023年11月28日）（松本のみ）
- 提供ハリウッドザコシショウ（テレビ神奈川、2023年12月30日）
- さんまのお笑い向上委員会（フジテレビ、2024年3月2日）（松本のみ）
- カブるな 1/100（関西テレビ、8月25日）
- Powered by TV 〜元気ジャパン〜（TOKYO MX、9月14日）（小田のみ）
- ガリベンチャーV（テレビ朝日、2024年10月16日）（小田のみ）
- 冠ザコシの冠冠大冠（静岡放送、2024年12月28日、2025年3月22日）（松本のみ）
- 集まれ!キャラクター麻雀（テレビ朝日、2025年3月6日）（松本のみ）

#### テレビCM
- 世界長ユニオン Dr.ASSY（ドクターアッシー）[45]（2020年）（松本のみ）
- SBSマイホームセンター「ホームドラマはじまる 篇[46]」「秘め事 篇[47]」「失踪 篇」「駆け引き 篇」「旅立ち 篇」「ホームドラマつづく 篇」（2022年）（小田のみ）

### ラジオ
- 伊集院光とらじおと（TBSラジオ、2016年4月 - 2022年4月）不定期リポーター出演（小田のみ）
- マイナビ Laughter Night （2016年6月18日、2017年1月7日・5月19日・11月10日、2018年5月11日、2019年7月12日、2021年1月8日）
- サンドウィッチマンの天使のつくり笑い（NHKラジオ第1放送、2017年2月21日）
- キャンパス寄席（NHKラジオ第1放送、2017年2月25日）
- 大竹まこと ゴールデンラジオ!（文化放送、2018年11月15日）- 「大竹メインディッシュ」に出演。
- 2世代ターボの新・お先に勉強させていただきます（東京ネットラジオ、2019年1月26日・2月9日）（小田のみ）
- 東京03の好きにさせるかッ!（NHKラジオ第1放送、2020年11月12日、2021年11月23日[48][注 11]）
- 逆襲ザコシのチョゲチョゲPARK（AuDee）[注 12]
- ON THE PLANET ～Thursday Edition～ （TOKYO FM、2022年2月10日）
- MUSIClock with THE FIRST TIMES（interfm、2023年1月 - 2024年9月）不定期MC（松本のみ）
- MUSIClock+（interfm、2024年11月 - ）不定期MC（松本のみ）

| 『逆襲ザコシのチョゲチョゲPARK』（AuDee） - 主にコンビで不定期出演 | 『逆襲ザコシのチョゲチョゲPARK』（AuDee） - 主にコンビで不定期出演 | 『逆襲ザコシのチョゲチョゲPARK』（AuDee） - 主にコンビで不定期出演                                       | 『逆襲ザコシのチョゲチョゲPARK』（AuDee） - 主にコンビで不定期出演 | 『逆襲ザコシのチョゲチョゲPARK』（AuDee） - 主にコンビで不定期出演 |
| 出演日                                                             | #                                                                  | タイトル                                                                                                 | 出典                                                               | 備考                                                               |
| ------------------------------------------------------------------ | ------------------------------------------------------------------ | --- | ------------------------------------------------------------------ | ------------------------------------------------------------------ |
| 2020年3月27日                                                      | #1                                                                 | 「魚肉ソーセージのぶつ切り 〜包丁添え〜」                                                                | [49]                                                               |                                                                    |
| 2020年5月29日                                                      | #5                                                                 | 「尿道のにょど字もない」                                                                                 | [50]                                                               |                                                                    |
| 2020年8月7日                                                       | #15                                                                | 「第三偽柿でいいや、もう」                                                                               | [51]                                                               |                                                                    |
| 2020年9月25日                                                      | #22                                                                | 「なにこれ、鶴光さんのラジオ?」                                                                          | [19]                                                               |                                                                    |
| 2020年11月20日                                                     | #30                                                                | 「お前のハゲ、亀頭と一緒だもん」                                                                         | [52]                                                               |                                                                    |
| 2020年12月11日                                                     | #33                                                                | 「カツラハゲ跳び」                                                                                       | [15]                                                               |                                                                    |
| 2021年1月22日                                                      | #39                                                                | 「ウキウキ ハゲじいさん」                                                                                | [53]                                                               | ゆーびーむ☆との交際開始をメディアで初公表した回。                  |
| 2021年4月9日                                                       | #50                                                                | 「ニセ酒喰らい」                                                                                         | [54]                                                               |                                                                    |
| 2021年5月28日                                                      | #57                                                                | 「朝まで飲むとかじゃないと"エイト"は いけないす」                                                        | [55]                                                               |                                                                    |
| 2021年7月16日                                                      | #64                                                                | 「飲む吸う飲む吸うゆーびたん飲む吸う飲む吸うゆーびたん」                                                 | [56]                                                               | 松本のみ、野田ちゃんと共演。                                       |
| 2021年7月30日                                                      | #66                                                                | 「通帳の残高20円て 悲惨ですね」                                                                          | [57]                                                               | 松本のみ、ジャック豆山と共演。                                     |
| 2021年9月3日                                                       | #71                                                                | 「セルのちっちゃいヤツみたいのがいっぱいおんねん」                                                       | [58]                                                               | 松本のみ、本間キッド（や団）と共演。                               |
| 2021年10月22日                                                     | #78                                                                | 「第三の海賊」                                                                                           | [59]                                                               | 小田、結婚おめでとうの回。                                         |
| 2021年11月26日                                                     | #83                                                                | 「松本りんすさんがブビーンさんを招待しています」                                                         | [60]                                                               |                                                                    |
| 2022年1月14日                                                      | #90                                                                | 「錦鯉より 俺やん」                                                                                      | [61]                                                               |                                                                    |
| 2022年2月4日                                                       | #93                                                                | 「もう幻覚見えてるだろ」                                                                                 | [62]                                                               | 小田のみ、初登場コウメ太夫と共演。                                 |
| 2022年2月25日                                                      | #96                                                                | 「裏もイタい 表もイタい」                                                                                | [63]                                                               | 松本のみ、野田ちゃんと共演。                                       |
| 2022年3月25日                                                      | #100                                                               | 「掟破りの逆あかんやんあかんやん」                                                                       | [64]                                                               | 放送100回記念回。                                                  |
| 2022年5月20日                                                      | #108                                                               | 「卑しすぎて海賊の風上にも置けない」                                                                     | [65]                                                               |                                                                    |
| 2022年6月17日                                                      | #112                                                               | 「偽歯で偽柿食うて。頭の上には偽毛。」                                                                   | [66]                                                               |                                                                    |
| 2022年8月26日                                                      | #122                                                               | 「整数給料。小数点給料。」                                                                               | [67]                                                               |                                                                    |
| 2022年9月16日                                                      | #125                                                               | 「血が卑しい」                                                                                           | [68]                                                               |                                                                    |
| 2022年9月30日                                                      | #127                                                               | 「鼻クソフェンシング」                                                                                   | [69]                                                               | 公開収録回。                                                       |
| 2022年10月28日                                                     | #131                                                               | 「おじん」                                                                                               | [70]                                                               |                                                                    |
| 2022年11月25日                                                     | #135                                                               | 「ゴロゴロするのも芸のうちや」                                                                           | [71]                                                               | 電話ゲストにゆーびーむ☆                                            |
| 2022年12月30日                                                     | #140                                                               | 「便所虫レーダー」                                                                                       | [72]                                                               |                                                                    |
| 2023年2月17日                                                      | #147                                                               | 「横にゆーびーむ☆おるやん 新ネタ作ってへんやん あかんやん」                                              | [73]                                                               | 松本のみ、ゆーびーむ☆と共演。                                      |
| 2023年3月17日                                                      | #151                                                               | 「松本久信」                                                                                             | [74]                                                               |                                                                    |
| 2023年5月12日                                                      | #159                                                               | 「正義を貫く便所虫」                                                                                     | [75]                                                               |                                                                    |
| 2023年6月16日                                                      | #164                                                               | 「西武とプラカードの二刀流」                                                                             | [76]                                                               |                                                                    |
| 2023年7月21日                                                      | #169                                                               | 「本当はデートに連れて行ってやりたいけど、先立つものが無く金銭的に大事故になるから、連れて行ってもらう」 | [77]                                                               |                                                                    |
| 2023年9月1日                                                       | #175                                                               | 「エロドカ」                                                                                             | [78]                                                               |                                                                    |
| 2023年9月29日                                                      | #179                                                               | 「ザコシの誇張は浅かった」                                                                               | [79]                                                               | 公開収録回。                                                       |
| 2023年10月6日                                                      | #180                                                               | 「2年前から何も前進していない」                                                                          | [80]                                                               | 公開収録回。                                                       |
| 2023年10月27日                                                     | #183                                                               | 「頑張って13分」                                                                                         | [81]                                                               |                                                                    |
| 2023年11月10日                                                     | #185                                                               | 「だーりんず＞や団＞TOKYO COOL」                                                                         | [82]                                                               |                                                                    |
| 2023年12月15日                                                     | #190                                                               | 「ただ3飲む肉の塊」                                                                                      | [83]                                                               |                                                                    |
| 2023年12月29日                                                     | #192                                                               | 「お前がパキらしたからやで」                                                                             | [84]                                                               |                                                                    |
| 2024年2月9日                                                       | #198                                                               | 「2階の違う居酒屋にコンニチワ」                                                                          | [85]                                                               |                                                                    |
| 2024年2月23日                                                      | #200                                                               | 「第一のミルクと本オシメ」                                                                               | [86]                                                               |                                                                    |
| 2024年3月22日                                                      | #204                                                               | 「焼肉ばあさんへの道」                                                                                   | [87]                                                               | 放送200回記念回。                                                  |
| 2024年5月3日                                                       | #210                                                               | 「どこ放送するの今日のラジオ」                                                                           | [88]                                                               |                                                                    |
| 2024年6月14日                                                      | #216                                                               | 「アイアム ジャパニーズ チャイニーズライス」                                                             | [89]                                                               |                                                                    |
| 2024年7月26日                                                      | #222                                                               | 「チャーハンGPT」                                                                                        | [90]                                                               |                                                                    |
| 2024年9月6日                                                       | #228                                                               | 「ガブってシュシュって珍棒ユー」                                                                         | [91]                                                               |                                                                    |
| 2024年9月20日                                                      | #230                                                               | 「自分で何話しているか分からないトーク」                                                                 | [92]                                                               | 松本のみ、ジャック豆山と共演。                                     |
| 2024年10月25日                                                     | #235                                                               | 「喰らいあげとるやないかい」                                                                             | [93]                                                               | 松本のみ、ジャック豆山と共演。                                     |
| 2024年11月22日                                                     | #239                                                               | 「どないすんの？60歳でもこのままやったら」                                                               | [94]                                                               | 松本のみ、ジャック豆山と共演。                                     |
| 2024年12月27日                                                     | #244                                                               | 「髪の毛 パンチョ伊東」                                                                                  | [95]                                                               | 松本のみ、ジャック豆山と共演。                                     |
| 2025年1月10日                                                      | #246                                                               | 「逆撫での野田」                                                                                         | [96]                                                               | 松本のみ、野田ちゃんと共演。                                       |
| 2025年1月31日                                                      | #249                                                               | 「ドカちゃんの特製ドカドカ青天井鍋」                                                                     | [97]                                                               | 松本のみ、なだぎ武と共演。                                         |
| 2025年2月28日                                                      | #253                                                               | 「同じ女を愛した男」                                                                                     | [98]                                                               | 松本のみ、野田ちゃんと共演。                                       |
| 2025年4月4日                                                       | #258                                                               | 「“ビール片手にヤジを飛ばせる側の人間”は“焼肉婆さんと焼肉に行ってしまえる側の人間”」                     | [99]                                                               |                                                                    |

### Web配信
- 馬トーーク! ちゃんねる[100] - YouTubeチャンネル（松本のみアニメで不定期出演）
- ぶるぺん（Facebook Live、2019年3月19日）（松本のみ）
- YouTubeソーシャルドラマ「エミリと太陽」[101]（YouTube、2021年10月29日 - 11月26日）（松本のみ）- 「喫茶店のワケありアルバイト店員」役
- 有田ジェネレーション Season3 #5（Paravi、2021年11月15日）（松本のみ）[102]
- ぜにいたち（ABEMA、2021年11月22日[103]）
- 12秒グランプリPresented by MEGA BIG（ABEMA、2022年1月13日[104]）

## 作品

### Webコラム
- だーりんずの下から目線 from SMA NEET PROJECT[105]（2017年1月4日 - 2019年3月27日）

### DVD

#### 単独公演
- だーりんずベストネタ集「カツライブ」（2017年2月22日、アニプレックス ANSB-55234）

#### その他
- 群雄割拠!SMAお笑いカーニバル（2006年6月7日、日本クラウン CRBP-10042）- 桜前線、バカラ時代のもの
- 群雄割拠!SMAお笑いカーニバル2（2007年10月24日、ソニー・ミュージックマーケティング SSBX-2291）- 桜前線、キラッキラーズ時代のもの
- 群雄割拠!SMAお笑いカーニバル3（2008年10月22日、ソニー・ミュージックマーケティング SSBX-2292）- 桜前線、キラッキラーズ時代のもの
- 群雄割拠!SMAお笑いカーニバル4（2009年12月）- 21エボリューション、キラッキラーズ時代のもの
- 伊集院光のばらえてぃー（ポニーキャニオン）[106]
  - ノンアルコールドミノ毒入りの巻（2012年6月29日 PCBG-11145）- 小田のみ
  - 体内時計でぴったんこの巻（2012年7月27日 PCBG-11146）- 小田のみ
- 伊集院光のばらえてぃーぷらす（ポニーキャニオン）
  - 本当は怖い話だった話の巻（2013年1月25日 PCBG-11183）- 小田のみ
  - ランナーズハイでわっはっはの巻（2013年2月20日 PCBG-11184）- 小田のみ
- 伊集院光のてれび 完全版 ～仲良しメンバーと厳選食材でカレーを作ろう!/VRDK(バカ編)～ （2016年6月15日 PCXG-50230）- 小田のみ
- ハリウッドザコシショウのものまね100連発ライブ!（2016年7月6日、アニプレックス ANSB-55218）
- ちょっぴり恥ずかしいけど笑ってほしいから見てほしい　―SMAお笑いカーニバル総集編―（2017年2月17日、ゴマブックス） - キラッキラーズ時代のもの
- アキラ100%「裸の王様」（2017年7月26日、ソニー・ミュージックマーケティング SSBX-2614）- 松本のみ
- ハリウッドザコシショウのものまね100連発ライブ!SEASON2（2018年4月25日、ソニー・ミュージックマーケティング SSBX-2637）
- ハリウッドザコシショウのものまね100連発ライブ!SEASON3（2020年6月24日、ソニー・ミュージックソリューションズ SSBX-2680）
- ハリウッドザコシショウのものまね100連発ライブ!SEASON4（2023年3月29日、ソニー・ミュージックソリューションズ SSBX-2836）
- SMAトライアウトライブ(笑)～自選、お笑い人生最高傑作ネタを見て下さいライブ～（2024年1月31日、ソニー・ミュージックソリューションズ SSBX-2852）